# Габі Кікі
Габі Жуніор Кікі (фр. Gaby Junior Kiki; нар. 15 лютого 1995, Яунде, Камерун) — камерунський футболіст, захисник білоруського клубу «Динамо-Берестя».

## Життєпис
З 7-річного віку й до 2015 року виступав у структурі камерунського клубу «Бомс», після чого приєднався до «Едінг Спорт».
У січні 2017 року прибув на перегляд у білоруський клуб «Динамо» (Мінськ), але команді не підійшов, незабаром після цього приєднався до могильовського «Дніпра», з яким у березні підписав контракт. Йому вдалося закріпитися в основі команди, переважно грав на позиції центрального півзахисника, але іноді займав позицію й центрального захисника.
У липні 2018 року перейшов до берестейського «Динамо», з яким контракт до кінця 2019 року. У складі берестейського клубу також став основним футболістом. У червні 2019 року продовжив контракт з клубом до кінця 2021 року. У сезоні 2019 року на позиції центрального захисника допоміг «Динамо» виграти чемпіонат Білорусі.

## Досягнення
«Динамо-Берестя»
- Білоруська футбольна вища ліга
  -  Чемпіон (1): 2019

- Суперкубок Білорусі
  -  Володар (2): 2019, 2020

«Шериф»
- Національний дивізіон Молдови
  -  Чемпіон (2): 2021-22, 2022-23

- Кубок Молдови
  -  Володар (2): 2021-22, 2022-23

- У списку 22-х найкращих футболістів чемпіонату Білорусі (1): 2019

«Актобе»
- Кубок Казахстану
  -  Володар (1): 2024